# سن آنتونیو (شیلی)
سن آنتونیو (به اسپانیایی: San Antonio) یک شهر و شهرستان در شیلی است که در استان سن آنتونیو واقع شده‌است. سن آنتونیو ۴۰۴٫۵ کیلومترمربع مساحت و ۸۷٬۶۷۵ نفر جمعیت دارد و ۴ متر بالاتر از سطح دریا واقع شده.